# Cerchysius
Cerchysius is een geslacht van vliesvleugeligen uit de familie Encyrtidae. De wetenschappelijke naam van dit geslacht is voor het eerst geldig gepubliceerd in 1832 door Westwood.

## Soorten
Het geslacht Cerchysius omvat de volgende soorten:
- Cerchysius australiensis Ashmead, 1900
- Cerchysius australis (Girault, 1915)
- Cerchysius bashai Hayat, 2003
- Cerchysius gigas Erdös, 1955
- Cerchysius hispidiscutum Girault, 1915
- Cerchysius kilimanjarensis Kerrich, 1954
- Cerchysius laticeps Kerrich, 1954
- Cerchysius longicorpus Fatima & Shafee, 1994
- Cerchysius marginalis Xu & He, 2003
- Cerchysius marilandicus Girault, 1917
- Cerchysius pallipes (Provancher, 1887)
- Cerchysius robustus Girault, 1915
- Cerchysius subplanus (Dalman, 1820)
- Cerchysius ugandensis Kerrich, 1954